# Geum talbotianum
Geum talbotianum är en rosväxtart som beskrevs av Winifred Mary Curtis. Geum talbotianum ingår i släktet nejlikrotsläktet, och familjen rosväxter. Inga underarter finns listade i Catalogue of Life.